# En Corts
En Corts és un barri de la ciutat de València que pertany al districte de Quatre Carreres, al sud-est de la ciutat.
Està situat amb forma de rectangle entre l'avinguda de Peris i Valero al nord, el carrer dels Sapadors a l'est, l'avinguda de la Plata al sud i l'avinguda d'Ausiàs March a l'oest. A més és travessat d'un extrem a l'altre per l'avinguda del Doctor Waksman.
Limita al nord amb el barri de Russafa del districte de L'Eixample, a l'est amb Montolivet, al sud amb Na Rovella i a l'oest amb Malilla, els tres del mateix districte de Quatre Carreres.
La seua població en 2009 era de 12.682 habitants.

## Nom
Rep el nom d'En Corts per la carrera de la Font d'En Corts, una de les quatre carreres que van donar nom al districte: Quatre Carreres. Aquesta carrera coincideix amb el límit est del barri, l'actual carrer dels Sapadors.

## Història
Els terrenys de l'actual barri pertanyien a l'horta de l'antic poble de Russafa, que estava travessada per quatre carreres, una d'elles la de la Font d'en Corts en direcció a l'horta de la Punta i Pinedo. Al tractar-se d'unes terres molt pròximes al nucli de l'antic poble de Russafa, el terreny que ocupa l'actual barri era travessat per altres dos carreres: la carrera de la Font de Sant Lluís i la vella carrera de Malilla.
L'any 1424 ja existia al sud de Russafa una font que pertanyia al senyor en Francesc Corts, raó per la qual era coneguda com la "Font d'en Corts". Se li atribuïen a les seues aigües diverses propietats tant al beure-les com en banyar-se en elles, per tant el camí que anava cap a la font va ser conegut com la "Carrera de la Font d'en Corts" o "Carrera d'en Corts".
El 1877, En Corts, junt a tot el territori de l'horta de l'antic poble de Russafa, va passar a formar part del terme municipal de la ciutat de València.
Des de la dècada de 1960 la zona va ser urbanitzada i en l'actualitat el barri està totalment integrat en la trama urbana de la ciutat, sense quedar cap rastre de la famosa "font d'En Corts".

## Elements importants
El principal element és l'antiga caserna de sapadors al carrer del mateix nom (antiga carrera de la Font d'En Corts), un dels edificis policials de major extensió en tot el País Valencià, on es troben unitats com les de Cavalleria, Intervenció Policial i Estrangeria.
Destacar també el Cine València, un cinema que és un dels cinemes antics que tenia la València del XX que encara es conserven en peus